# HK Mogo
Le HK MOGO est un club de hockey sur glace de Riga en Lettonie. Il évolue dans l'Optibet hokeja līga, l'élite lettone.

## Historique
Le club est créé en 2004.

## Palmarès
- Champion de Lettonie : 2015, 2019, 2024, 2025.